# Kurt Kestler
Kurt Kestler (* 22. Juli 1922; † 11. Juli 2003) war ein deutscher Kommunalpolitiker der SPD.

## Werdegang
Kestler war nach dem Zweiten Weltkrieg Mitbegründer der SPD in Schwabach. Er wurde 1946 Verwaltungsmitglied des SPD-Ortsvereins Schwabach und war von 1956 bis 1972 dessen Erster Vorsitzender. Von 1948 bis 1996 war er Mitglied des Schwabacher Stadtrats und dort von 1956 bis 1960 stellvertretender Fraktionsvorsitzender sowie von 1960 bis 1972 Fraktionsvorsitzender. Von 1972 bis 1990 war er Bürgermeister und Stellvertreter des Oberbürgermeisters Hartwig Reimann (SPD).
Er war 1946 Gründer und bis 1961 Leiter der Gewerkschaftsjugend in Schwabach und einer der Wiederbegründer des früheren Arbeitersportvereins TSV Schwabach 04. Außerdem war er lange Jahre Richter beim Verwaltungsgericht Ansbach und Mitglied im Berufsbildungsausschuss der IHK Nürnberg.
Nach ihm ist der Kurt-Kestler-Ehrenamtspreis der Schwabacher SPD benannt.

## Ehrungen
- Kommunale Verdienstmedaille in Bronze (1973)
- Georg-von-Vollmar-Medaille des SPD-Landesverbandes Bayern (1982)
- Bundesverdienstkreuz am Bande (8. September 1986)[1]
- Ehrenbürger der Stadt Schwabach (1992)
- Kommunale Verdienstmedaille in Silber (1993)
- Willy-Brandt-Medaille (2002)